# Kleztory
Kleztory ist ein Klezmer- und Weltmusik-Ensemble, das im Jahr 2000 gegründet wurde und in Montreal in Kanada ansässig ist. Obwohl sie dem reichen Erbe des Klezmer respektvoll gegenüber bleiben, nimmt sich Kleztory die Freiheit, Teile des traditionellen Repertoires zu arrangieren. Dadurch erhält ihre Musik ihre eigene persönliche Einzigartigkeit und Note. Kleztory wird durch viele Inspirationsquellen beeinflusst, dazu gehören Jazz, Klassik, Gypsy-Jazz, Countrymusik, Folk und Blues. Das Ensemble erhielt den Opus Preis im Jahr 2007 für das beste Jazz-/Weltmusik-Album des Jahres in Québec für Nomade und den Fürth Klezmer Preis beim 3. Internationalen Jüdischen Musik Festival in Amsterdam im Jahr 2012.

## Mitglieder
Die aktuellen Mitglieder sind Elvira Misbakhova (Violine), Airat Ichmouratov (Klarinette, Bassklarinette, Duclar), Mark Peetsma (Kontrabass), Dany Nicolas (Gitarre) und Melanie Bergeron (Akkordeon). Drei der ursprünglichen Gründungsmitglieder verbleiben in der Gruppe, außerdem Melanie Bergeron, die Henri Oppenheim (Akkordeon) ersetzt sowie Dany Nicolas, der das Gründungsmitglied Alain Legault ersetzt. Außerdem ist das ehemalige Vollzeitmitglied der Jahre 2013–2014 aus Chișinău (Moldawien) Alexandru Sura heute regelmäßiger Tourgast.

## Geschichte
Kleztory spielten viele Konzerte in Montreal und auf der ganzen Welt, darunter in Kanada, den USA, Niederlanden, Deutschland, Österreich, Belgien, Ungarn, Rumänien, Brasilien, Mexiko, Costa Rica und China. 2012 wurde Kleztory als einziger kanadischer Teilnehmer vom 3. Internationalen Jüdischen Musik Festival in Amsterdam ausgewählt und gewann erfolgreich den Fürth Klezmer Preis, woraufhin sie im folgenden Frühjahr auf dem Furth Klezmer Festival spielen durften. Im Oktober 2015 war Kleztory die einzige kanadische Band, die für das von Folquebec gesponserte Konzert bei Womex in Budapest, Ungarn ausgewählt wurde.  Kleztory trat als Solist mit zahlreichen Orchestern auf, darunter mit dem Montreal Symphony Orchestra, Orchestre Métropolitain, dem Orchestre Symphonique de Québec, I Musici de Montréal, Les Violons du Roy, Brussels Chamber Orchestra und vielen weiteren.

## Studioaufnahmen
Kleztory produzierte seine erste CD mit dem Titel Kleztory – Musique Klezmer zu Beginn des Jahres 2001. Einige Jahre später nahmen sie eine zweite CD in Zusammenarbeit mit dem I Musici de Montréal Kammerorchester unter der Leitung von Yuli Turovsky auf, die dann international unter dem Chandos Records Label im Frühjahr 2004 vertrieben wurde. Im März 2007 erschien eine dritte CD mit dem Titel Nomade. Dieses Album brachte ihnen den Opus Preis 2007 als Bestes Jazz-/Weltmusik-Album des Jahres in Québec ein. Im Jahr 2013 veröffentlichte Kleztory ihr neues Album Arrival, das als bestes Album des Jahres in der Musikkategorie „Traditionell“ der Association québécoise de l'industrie du disque, du spectacle et de la video (ADISQ) nominiert wurde (zusammen mit ihrer Bühnenshow).

## Diskografie
- 2001: Kleztory – Musique Klezmer
- 2004: Klezmer mit Yuli Turovsky und I Musici de Montréal (Chandos Records)
- 2007: Nomade (Amerix)
- 2013: Arrival (Amerix)
- 2017: Nigun (Amerix)[12]

## Auszeichnungen
- 2014: Nominierung ADISQ „Traditional Album of the Year“ für Arrival[13]
- 2012: Opus Prize 2007 als bestes Jazz-/Weltmusik-Album für Nomade[14]
- 2012: Fürth Klezmer Preis des 3. Internationalen Jüdischen Musik Festivals Amsterdam